# Song sang
Song sang hay hàm liên chuông (danh pháp khoa học: Dischidanthus urceolatus) là một loài thực vật có hoa trong họ La bố ma. Loài này được Joseph Decaisne mô tả khoa học đầu tiên năm 1844 dưới danh pháp Marsdenia urceolata. Năm 1935 Ying Tsiang mô tả chi Dischidanthus với loài duy nhất là Dischidanthus urceolatus tách ra từ Marsdenia.

## Phân bố
Rừng hỗn hợp, bụi rậm ở cao độ 300-800 m tại Trung Quốc (các tỉnh Quảng Đông, Quảng Tây, Hải Nam, Hồ Nam, Tứ Xuyên) và Việt Nam. Tại Trung Quốc nó được gọi là 马兰藤 (mã lan đằng).

## Mô tả
Thân cây thanh mảnh, cao tới 3 m, ánh xám, có lông tơ dọc theo 2 hàng. Cuống lá 4-15 mm; phiến lá hình trứng tới hình trứng-mũi mác, kích thước 1,5-5 × 0,6-4 cm, mỏng bóng như da, không lông, đáy thuôn tròn, hiếm khi gần giống hình tim, đỉnh có mấu nhọn; 4 hoặc 5 đôi gân bên, gần trục phẳng, xa trục hơi nâng lên. Các xim hoa hơi ngắn hơn lá, 8-10 hoa; cuống hoa 2-5(-17) mm, có lông măng. Lá đài hình trứng, không cân đối, hơi khô xác, tới 0,8 mm, có lông rung, đỉnh thuôn tròn. Tràng hoa lục tới vàng, 3-4 mm; các thùy thẳng đứng, hình trứng-thuôn dài, khoảng 1,5 × 1 mm. Các thùy vành bao hoa hình lưỡi liềm. Các phần phụ của bao phấn nhọn, cụp vào trong. Bầu nhụy không lông. Quả đại thẳng-mũi mác, khảng 8 cm × 5 mm, không lông. Hạt hình trứng-thuôn dài, khoảng 6 × 2 mm, có mép; mào lông đầu hạt khoảng 3,5 cm. Ra hoa tháng 3-9, kết quả tháng 5-12.

## Sử dụng
Toàn cây được sử dụng để điều trị và làm giảm đau do thấp khớp.